# Беларусь (газета, Гродно)
«Беларусь» — газета, орган Центрального Белорусского Совета Гродненской области.
Издавалось на белорусском языке в Гродно (30 марта 1919 — 18 мая 1919). Всего вышло 11 номеров.
Она освещала культурную жизнь города, писала о белорусских школах, литературных и музыкальных вечерах и другое. Опубликовала материалы об истории и этнографии Беларусии. В рубрике «Наши соседи» содержалась информация о событиях в Польше, Украине и Литве.